# Józef Garliński

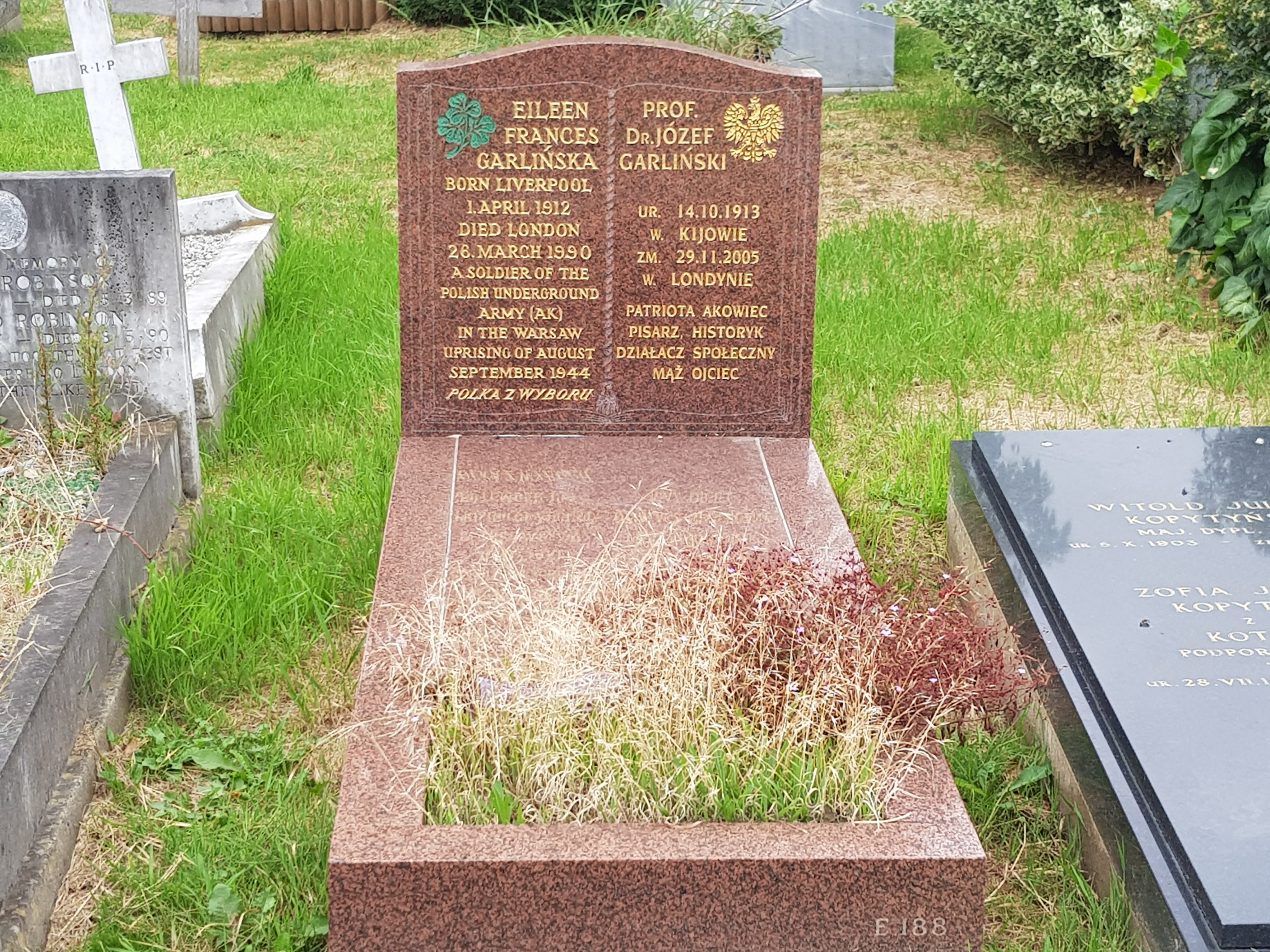
Grób Eileen i Józefa Garlińskich

Józef Garliński, ps. „Long” (ur. 1 października?/14 października 1913 w Kijowie, zm. 29 listopada 2005 w Londynie) – polski pisarz, historyk, działacz emigracyjny, oficer Wojska Polskiego i kapitan Armii Krajowej, więzień niemieckiego obozu koncentracyjnego Auschwitz-Birkenau.

## Życiorys
Urodził się w rodzinie Jarosława, oficera kawalerii Wojska Polskiego, ofiary zbrodni katyńskiej i Wandy z Szymańskich. Po odrodzeniu państwa polskiego rodzina wraz z małym Józefem przeniosła się w jego nowe granice (1920). Uczył się w Warszawie, Rakowicach, Chyrowie, Zakopanem. W 1934 ukończył Gimnazjum i Liceum im. Adama Asnyka w Kaliszu. Jego ojciec adwokat prowadził kancelarię w Ostrowie Wielkopolskim. Tutaj Garliński nawiązał kontakty z gimnazjalnym klubem sportowym „Venetia”, był też współorganizatorem meczu lekkoatletycznego Ostrów-Kalisz. Służbę wojskową odbywał w Grudziądzu. Studia prawnicze ukończył w Warszawie. Został awansowany do stopnia podporucznika rezerwy w korpusie oficerów kawalerii ze starszeństwem z dniem 1 stycznia 1937.
Po wybuchu II wojny światowej brał udział w kampanii wrześniowej w 1 pułku szwoleżerów. Ranny 23 września pod Zamościem dostał się do niewoli niemieckiej. Zwolniony ze szpitala przedostał się do Warszawy. Działał w konspiracji, najpierw w ZWZ, następnie w AK. Był kierownikiem Wydziału Bezpieczeństwa Komendy Głównej AK. 20 kwietnia 1943 aresztowany pomyłkowo zamiast innej osoby o tym samym imieniu i nazwisku trafił na Pawiak - hitlerowcy nie zdawali sobie sprawy, kogo ujęli. Zesłany do niemieckiego obozu koncentracyjnego Auschwitz. Potem więziony był w KL Neuengamme i jego filii w Ludwigslust. Uwolniony z obozu przez armię amerykańską 2 maja 1945. Został ochotnikiem i tłumaczem w 7 Dywizji Pancernej.
„Za osiągnięcia jako Szef Wydziału Bezpieczeństwa KG AK (utworzenie oddziału, likwidacja grupy Hammera, penetracja siedziby gestapo, org. ucieczki z więzień itd.) w marcu 1946 odznaczony VM 5 kl.”
Po wojnie zamieszkał w Londynie. Tam też, w 1961 opublikował pierwszą książkę Dramat i opatrzność. Otrzymała ona nagrodę Koła AK w Detroit. Współpracował z polską prasą m.in. z  „Wiadomościami”, „Białym Orłem” czy „Dziennikiem Polskim”. Od 1975 prezes Związku Pisarzy Polskich na Obczyźnie. W 1976 podpisał deklarację solidarnościową Listu 59.
Podpisał list pisarzy polskich na Obczyźnie, solidaryzujących się z sygnatariuszami protestu przeciwko zmianom w Konstytucji Polskiej Rzeczypospolitej Ludowej (List 59). W PRL informacje na temat Józefa Garlińskiego podlegały cenzurze. Jego nazwisko znajdowało się na specjalnej liście osób z całkowitym zakazem publikacji. Zalecenia cenzorskie dotyczące jego osoby zanotował Tomasz Strzyżewski, który w swojej książce o peerelowskiej cenzurze opublikował notkę informacyjną nr 9 z 1975 Głównego Urzędu Kontroli Prasy, Publikacji i Widowisk. Wytyczne dla cenzorów zawierały na liście autorów zakazanych jego nazwisko głosząc: „(...) w stosunku do niżej wymienionych pisarzy, naukowców i publicystów przebywających na emigracji (w większości współpracowników wrogich wydawnictw i środków propagandy antypolskiej) należy przyjąć zasadę bezwarunkowego eliminowania ich nazwisk oraz wzmianek o ich twórczości, poza krytycznymi, z prasy, radia i TV oraz publikacji nieperiodycznych o nienaukowym charakterze (literatura piękna, publicystyka, eseistyka)”. Jego kolejne publikacje docierały do Polski głównie drugim obiegiem: w 1968 wydał Polityków i żołnierzy, w Polsce w drugim obiegu Przedświt dopiero w 1986.

## Twórczość literacka
Za książkę Oświęcim walczący otrzymał nagrodę Fundacji Jurzykowskiego. Do najważniejszych publikacji należą także: Ostatnia broń Hitlera, Poland, SOE ond the Allies (1969), Enigma (1979), The Swiss Corridor (1981), Polska w drugiej wojnie światowej (1982, otrzymał za nią Nagrodę im. Jerzego Łojka w 1994), Świat mojej pamięci (wspomnienia, 1992). Otrzymał także nagrodę Fundacji Władysława i Nelli Turzańskich z Toronto w dziedzinie literatury.
Był członkiem Międzynarodowej Rady Oświęcimskiej oraz Stowarzyszenia Pisarzy Polskich. Członek Polskiego Towarzystwa Naukowego na Obczyźnie (od 1982). Laureat Nagrody Związku Pisarzy Polskich na Obczyźnie w 1974 roku.
Jego żoną była Irlandka Eileen Frances Short-Garlińska (1912-1990). Oboje zostali pochowani na Cmentarzu Gunnersbury w Londynie. Ich syn Jarosław (ur. 1947) był pierwszym profesorem polskiego pochodzenia w Eton College.

## Upamiętnienie
W 1999 Alina Czerniakowska nakręciła film biograficzny o Józefie Garlińskim Myśli o Polsce, w którym wykorzystany został materiał z przeprowadzonego z historykiem wywiadu.

## Odznaczenia
- Krzyż Srebrny Orderu Virtuti Militari nr 11584[3]
- Krzyż Komandorski z Gwiazdą Orderu Odrodzenia Polski (przyznał prezydent Lech Wałęsa za wybitne zasługi dla kultury polskiej)[11]
- Krzyż Oficerski Orderu Odrodzenia Polski (11 listopada 1980)[12]
- Złoty Krzyż Zasługi z Mieczami – dwukrotnie[3]